# Mia Emmet
Mia Emmet es una deportista sudafricana que compitió en taekwondo. Ganó tres medallas en el Campeonato Africano de Taekwondo entre los años 1998 y 2003.

## Palmarés internacional
| Campeonato Africano | Campeonato Africano | Campeonato Africano | Campeonato Africano |
| Año                 | Lugar               | Medalla             | Categoría           |
| ------------------- | ------------------- | ------------------- | ------------------- |
| 1998                | Nairobi (Kenia)     | Medalla de bronce   | –59 kg              |
| 2001                | Dakar (Senegal)     | Medalla de plata    | –59 kg              |
| 2003                | Abuya (Nigeria)     | Medalla de bronce   | –59 kg              |